# دارن کالینز (بازیکن فوتبال اهل انگلستان)
دارن کالینز (انگلیسی: Darren Collins؛ زادهٔ ۲۴ مهٔ ۱۹۶۷) بازیکن فوتبال اهل بریتانیا است.
از باشگاه‌هایی که در آن بازی کرده‌است می‌توان به باشگاه فوتبال پیترسفیلد تاون، باشگاه فوتبال براکلی تاون، باشگاه فوتبال ولینگ‌بورو تاون، باشگاه فوتبال نانیتون تاون، باشگاه فوتبال کترینگ تاون، باشگاه فوتبال آیلزبری یونایتد، باشگاه فوتبال تاموورث، باشگاه فوتبال گرنثم تاون، و باشگاه فوتبال نورث‌همپتون تاون اشاره کرد.